# Blues
Blues je vokalno-instrumentalni glazbeni stil koji se temelji na uporabi "plavih nota" i strukturi od najčešće 12 taktova koji se ponavljaju. Pojavio se u afroameričkim zajednicama Sjedinjenih Američkih Država, a korijene vuče iz duhovne glazbe i himni, radnih i žetvenih pjesama s plantaža pamuka, improviziranog pjevanja na radu umjesto razgovora koji je robovima bio zabranjen, kao i napjeva. Uporaba "plavih nota" i učestalost pjevačkog obrasca poziv-odgovor u glazbi i tekstovima ukazuju na zapadnoafričke korijene bluesa. Blues je imao znatan utjecaj na kasniju američku i zapadnu popularnu glazbu, a postao je i dijelom žanrova kao što su ragtime, jazz, bluegrass, rhythm and blues, rock and roll, hip-hop i pop.

## Glavne značajke

### Stilsko i kulturno podrijetlo
Postoji nekoliko značajki koje pripadaju svoj blues glazbi, jer taj žanr uzima oblik osebujnosti svakog pojedinog izvođača. No neke je blues dugo imao prije stvaranja modernog bluesa. Rani oblik glazbe nalik bluesu bili su uzvici poziva i odgovora u kojima se viđa "funkcionalna izražajnost... stil bez pratnje harmonije i neobuzdan formalnostima bilo koje pojedine glazbene strukture." Oblik ovog "predbluesa" mogao se čuti u radnim pjesmama i povicima robova, proširen u "jednostavne solo pjesme krcate emocionalnim sadržajem". Blues kakav je sada, može se percipirati kao glazbeni stil utemeljen na europskoj harmonijskoj strukturi, s tradicijom zapadnoafričke tradicije poziva i odgovora, preoblikovan u međuigru vokala i gitare.
Mnogi elementi bluesa, kao što je oblik poziva i odgovora i uporaba plavih nota mogu se naći u afričkoj glazbi. Sylviane Diouf ukazala je na nekoliko specifičnih značajki kao što su melizmatika, valovita, nazalna intonacija koja sugerira vezu između bluesa i glazbe zapadne i središnje Afrike.  Etnomuzikolog Gerhard Kubik vjerojatno je prvi koji je primijetio kako određeni elementi bluesa vuku korijene iz muslimanske glazbe zapadne i središnje Afrike.
Žičani instrumenti (koje su preferirali ljudi porobljeni iz muslimanskih regija Afrike...) su općenito bili dopušteni jer su ih robovlasnici smatrali bliskima europskim instrumentima kao što je violina. Tako su porobljeni ljudi koji su uspijevali sklepati bendžo ili kakav drugi instrument mogli više svirati javno. Ova solistički orijentirana "robovska glazba" imala je elemente arapsko-muslimanskog pjevačkog stila koji je stoljećima bio utisnut muslimanskom prisutnošću u zapadnoj Africi, kaže Gerhard Kubik.
Kubik je također napomenuo kako je tehnika sviranja gitare u Mississippiju uključivala korištenje oštrice noža, što je u svojoj autobiografiji zabilježio W.C. Handy, te da i to korespondira sa sličnim sviračkim tehnikama u kulturama zapadne i središnje Afrike. Diddleyjev luk je jednožičani instrument kućne izrade za koje se tvrdi da je bio uobičajen na američkom Jugu u ranom dvadesetom stoljeću, a napravljen je po uzoru na afrički instrument, što je pomoglo prenašanju afričke tehnike muziciranja u rani instrumentalni vokabular bluesa.
Kasnije je blues "etiopskih arija", minstrelskih predstava, crnačke duhovne glazbe, uključujući i instrumentalnu i harmonijsku pratnju. Stil je također vrlo blizak ragtimeu koji se razvio u otprilike isto vrijeme, iako je blues bolje očuvao "originalnu melodijsku strukturu afričke glazbe".
Pjesme bluesa iz tog razdoblja, kao što su snimke Leadbellyja i Henryja Thomasa pokazuju mnoge različite strukture. Oblici od 12 taktova (12-bar), 8 i 16 taktova koje su bazirane na tonici, subdominantnom i dominantnom akordu postale su na kraju najčešće. Ono što se danas prepoznaje kao 12-taktni blues zapisano je u usmenoj povijesti i notnim zapisima, a pojavljuje se u afroameričkim zajednicama u području oko rijeke Mississippi, u Memphisu u Tennesseeju, kao i bjelačkim glazbenim skupinama u New Orleansu.

### Tekstovi
Prvotna lirska forma bluesa je vjerojatno bio jedan stih ponovljen tri puta. Tek kasnije je današnja, i najčešća struktura od jednog stiha ponovljenog dvaput, nakon čega slijedi zaključni stih, postala standardna. Ovi stihovi najčešće su pjevani uz ritmičan govor, nego uz melodiju.
Rani blues često je uzimao oblik slobodnog pripovijedanja. Pjevač je često glasom izražavao svoje "osobne jade u svijetu surove zbilje: izgubljena ljubav, okrutnost policajaca, ugnjetavanje od strane bijelaca i općenito teška vremena". Mnogi od najstarijih snimaka bluesa sadrže odlučne, realistične stihove koji su bili u kontrastu s većim dijelom glazbe snimane u to doba. Npr., pjesma "Down in the Alley" Memphis Minnie govori o prostitutkinom seksu s muškarcem u mračnoj ulici.
Takva glazba nazivana je "gut-bucket" blues, pojam koji se odnosi na vrstu bas instrumenta kućne izrade napravljene od metalne kante u kojoj su se čistila svinjska crijeva - hrana koju se veže uz ropstvo. Pjesme "gut-bucket" bluesa u pravilu su prizemljene, o teškim i uzavrelim odnosima između muškarca i žene, lošoj sreći i teškim vremenima. Zbog toga, i zbog mjesta na kojima se izvodila takva glazba - u prljavim barovima s grubijanima i ostalim gostima sumnjivog morala, blues glazba je zadobila nemio ugled; vjernici su je se klonili, a propovjednici ju proklinjali.
Iako je blues zadobio reputaciju glazbe povezane s jadom i ugnjetavanjem, on također može biti i humorističan:
"Rebecca, Rebecca, get your big legs off of me,
Rebecca, Rebecca, get your big legs off of me,
It may be sending you baby, but it's worrying the hell out of me."
Preciznije, "Hokum blues" slavio je komične tekstove i farsične, često grube izvedbe. Klasik Tampa Reda "Tight Like That" lukava je igra riječi dvostrukog značenja gdje "tight" (tijesan) može značiti izrazito blizak odnos, kao i odnos koji je malo pohotljiviji.
Inače bluesom dominira ljubavna tematika pisana u glazbenoj formi od 12 taktova i prema tekstu podijeljenom na strofe od po tri stiha, pri čemu je drugi identičan s prvim poput
Woke up this morning with the blues down in my soul
Woke up this morning with the blues down in my soul
Saying "My baby gone and left me, got a heart as black as coal"
U bluesu se rijetko pjeva o sreći i zadovoljstvu, on je poezija čežnje, rastanaka i očekivanja, osobnih katastrofa i padova. Govori o ljubavi zrelih ljudi, čija je ljubav ili jednostavna privrženost nastala s godinama, ili probuđena strast muškarca i žene. Ženska nevjera u bluesu vrlo je često prihvaćena kao nužnost i neizbježnost o kojoj se uz igru riječi pjeva na sasvim pomirljiv način.
Blues pjesme govore o ljudima koji se ne mogu zadržati na jednom mjestu, već stalno negdje odlaze, bježe od svega i svačega. Tako su zahvaljujući migracijama crnačkog stanovništva bluesom opjevana putovanja vlakom, cestama, brodovima. 
Čiste socijalne teme vrlo su rijetke u bluesu, ali i o njima se pjeva kao i o svim sitnim realnostima svakodnevnice.
Istaknuti je primjer politički vrlo angažiranog bluesa pjevač J.B. Lenoir, koji je pjevao o nepravdi, rasizmu i vojnicima u vijetnamskom ratu:

I never will go back to Alabama, that is not the place for me (2x)

You know they killed my sister and my brother,

and the whole world let them peoples go down there free

ili deprimirajući Born Dead:

Every black child born in Mississippi,

You know that poor child was born dead.

A njegovu je smrt pak opjevao John Mayall u pjesmi Death of J. B. Lenoir.
Uz sve nevolje koje je blues opisivao i silne neprilike u koje su dolazili njegovi likovi na svojim besciljnim putovanjima, naravno da se razvio i takozvani zatvorski blues. Jailhouse Blues mogao bi se čak smatrati podvrstom bluesa kojeg nalazimo kod mnogih izvođača.
Blues predstavlja neizbježnost i nužnost, on nikada ne gubi vezu sa životom i uvijek govori o pojedinačnom iskustvu ili doživljaju.
Lirski sadržaj je u poslijeratnom bluesu postao nešto jednostavniji, a fokusira se često uz pjevačeve seksualne brige. Mnoge teme koje su se prije Prvog svjetskog rata često pojavljivale, kao što su ekonomska depresija, transport, tehnologija, konji, krave, vragovi, kockanje, magija, poplave i suše, jednostavno su nestale.

### Glazbeni stil
Tijekom prvih desetljeća dvadesetog stoljeća, progresija akorda u blues glazbi nije bila jasno definirana. Bilo je mnogo pjesama u 8-taktnoj formi kao npr. "How Long Blues", "Trouble in Mind" i pjesma Big Billa Broonzyja "Key to the Highway". Također postoje i primjeri 16-taktnog bluesa, kao u instrumentalu Raya Charlesa "Sweet 16 bars" i "Watermelon Man" Herbieja Hancocka. Osebujnije forme kao npr. progresija od 9 taktova susreću se rjeđe, npr. "Sitting on top of the world" Howlin' Wolfa. Osnovna forma tekstova s 12 taktova glazbe odražava standard iste harmonijske progresije, u mjeri 4/4 ili rjeđe 2/4. Slow blues često se izvodi u mjeri 12/8 (4 dobe po taktu s 3 po dobi).
Do 1930.-ih je 12-taktni blues postao standardniji. Glazba povezana s takvim oblikom obično se sastoji od skupina tri različita akorda svirana u 12 taktova:
| I  | I ili IV | I | I       |
| IV | IV       | I | I       |
| V  | IV       | I | I ili V |

gdje rimski brojevi označavaju ljestvični stupanj akorda. To znači, ako sviramo u tonalitetu C, akordi bi bili sljedeći:
| C | C ili F | C | C       |
| F | F       | C | C       |
| G | F       | C | C ili G |

(Kada se akord IV svira u 2. taktu, blues se zove "Quick-Change blues").
U ovom primjeru, C je tonika, F subdominanta. Treba uočiti kako se akordi većinom sviraju u septakordnoj formi. Često je posljednji akord dominantni (V, u ovom slučaju G) preokret (turnaround) koji služi kao prijelaz na početak iduće progresije.
Tekst općenito završava na desetom taktu, ili prvoj dobi jedanaestog takta, a zadnja dva takta služe instrumentalistu kao kratki odmor; harmonija tog preokreta može biti izrazito kompleksna, ponekad se sastoje od tonova koji prkose svakoj harmonijskoj analizi. Posljednja doba, gotovo uvijek čvrst dominantni septakord, pruža napetost pri prijelazu u sljedeću strofu.
Melodijski, blues karakterizira uporaba snižene terce, kvinte i male septime (tzv. "plave note" ili "savijene note" - bent ili blue notes) dotične dur ljestvice. Ti tonovi mogu zamijeniti prirodne ljestvičine tonove ili biti dodani ljestvici, kao što je primjer u pentatonskoj mol blues ljestvici, gdje snižena terca zamjenjuje prirodnu, snižena septima prirodnu septime, a snižena kvinta dodaje se između prirodne kvarte i prirodne kvinte. Iako se 12-taktna harmonijska progresija neprekidno koristila stoljećima, revolucionaran aspekt bluesa bio je u čestoj uporabi sniženih terce, septime, a katkad i snižene kvinte u melodiji, zajedno sa sviranjem susjednih nota istovremeno, npr. ukrasnim notama.
Dok klasični glazbenik općenito svira ukrasnu notu odvojeno, blues pjevač ili svirač će izvesti glissando, spajajući dva tona i zatim otpuštajući ukrasni. U progresijama u bluesu, tonički, subdominanti i dominantni akordi često se sviraju u dominantnim septakordima jer je snižena septima važna komponenta blues ljestvice. Blues se također povremeno izvodi u molskom tonalitetu. Ljestvica se ne razlikuje puno od tradicionalnog mola, osim po povremenoj uporabi snižene kvinte u tonici koja se često pjeva ili svira zajedno s čistom kvintom u harmoniji.
- Izvedba pjesme "Ball and Chain" Janis Joplin uz pratnju Big Brother and the Holding Company primjer je te tehnike.
- Molski blues često je strukturiran u 16 taktova, prije nego što 12, u stilu gospel glazbe, kao npr. u pjesmama "St. James Infirmary Blues" i "My Man Rocks Me" Trixie Smith.
- Ponekad se u blues tonalitetu koristi i dorska ljestvica sa sniženim tercom i septimom, ali velikom sekstom.

"Shuffle ritam" (ritamsko sredstvo u kojemu je prva nota u paru naglašena, a druga nenaglašena, bilo trajanjem, melodijom i sl.) pojačava transni ritam poziva i odgovora, i stvara ponavljajući efekt zvan "groove". Najjednostavniji takvi primjeri često se koriste u poslijeratnom električnom bluesu, rock 'n' rollu i ranom bebopu s niskim gitarskim rifovima od tri tona, koji zajedno s basom i bubnjevima stvara ugođaj "groove". "Walking bass" ("hodajući bas") je drugo sredstvo koje pomaže stvoriti "groove". Posljednji takt akordne progresije obično prati preokret koji čini prijelaz na početak iduće.
"Shuffle ritam" često se vokalizira kao "dam, da, dam, da dam, da", jer se sastoji od nejednakih, tzv. "swung" osminki. Na gitari se to može izvesti kao jednostavan odmjeren bas, ili, uz praćenje ritma, kretanje od kvinte do sekste pojedinog akorda i nazad. Primjer se nalazi niže na tablaturi prvih nekoliko taktova blues progresije u E tonalitetu:
```
   E7 A7 E7 E7
E |-------------------|-------------------|-------------------|-------------------|
B |-------------------|-------------------|-------------------|-------------------|
G |-------------------|-------------------|-------------------|-------------------|
D |-------------------|2--2-4--4-2--2-4--4|-------------------|-------------------|
A |2--2-4--4-2--2-4--4|0--0-0--0-0--0-0--0|2--2-4--4-2--2-4--4|2--2-4--4-2--2-4--4|
E |0--0-0--0-0--0-0--0|-------------------|0--0-0--0-0--0-0--0|0--0-0--0-0--0-0--0|
```

Blues u jazzu bitno je različit od bluesa u drugim vrstama glazbe, kao što su rock, R'n'B, soul, funk i blues kao zaseban žanr. Jazz blues u pravilu pri 9. i 10. taktu svoje forme ostaje u dominantnom (V) akordu, naglašavajući rezoluciju dominanta - tonika, za razliku od one subdominanta - tonika tradicionalne strukture bluesa. Ova završna kadenca V-I prolazi kroz mnogo varijacija, najosnovnija od kojih je progresija ii-V-I u taktovima 9, 10 i 11. Od te točke i progresija s dominantom (ii-V) i resolucija (I) mogu se izmijeniti ili zamijeniti gotovo u beskraj, uključujući i varijaciju bez korištenja tonike uopće (taktovi 9-12: ii | V | ii, iv | ii, V|). U ovom slučaju, taktovi 11 i 12 funkcioniraju kao prošireni preokret prema sljedećem refrenu.

## Povijest
Prvi opisi bluesa mogu se pronaći tek u tekstovima putopisaca, koji su na putovanjima američkim jugom opisivali pjesme Afroamerikanaca, koji su uz tu ritmičku glazbu sebi olakšavali rad na plantažama.
Među prvim objavljenim blues kompozicijama s fiksiranim tekstom i potpisom autora smatra se skladba "Memphis Blues" od Williama Christophera Handyja kojeg su nazivali i "ocem bluesa" iz 1912. godine. Sljedeće je godine ponovno objavljena, u novoj verziji i s novim tekstom bliža tradicijskom obliku bluesa u formi od 12 taktova. Prava na tu pjesmu prodao je za 100 dolara, a iste godine sklada "St. Louis Blues  " i zatim "Hesitation Blues". Nakon što je objavio "Beale Street Blues", (1916.) g. seli se u New York gdje se nadao da će imati bolje uvjete za rad i u kojem je otvorio vlastitu izdavačku kuću (Handy Record Company). Godine 1926. objavio je blues antologiju "Blues: An Anthology: Complete Words and Music of 53 Great Songs", vjerojatno prvi pokušaj opsežnog dokumentiranja bluesa.
Blues je preko Handyjevih skladbi stigao i do Europe i to zahvaljujući američkim vojnim orkestrima, koji su pratili američke vojnike za vrijeme prvih mjeseci Prvog svjetskog rata. Tako se u Europi počeo razvijati stilizirani blues, a među prvima su ga prihvatili francuski skladatelji Darius Milhaud i Maurice Ravel.
Godine 1920. izdana je ploča s Mamie Smith, koja je prvi gramofonski snimak crnog izvođača bluesa. Prve su pjesme postigle relativan uspjeh pa se snimaju i druge dvije "Crazy Blues" i "It's Right Here For You, If You Don't Get It, 'Tain't No Fault of Mine", koje su postigle opći uspjeh i s time započinje era "klasičnog bluesa", karakteristična po pjevačima bluesa koje prate jazz glazbenici poput Kinga Olivera, Louisa Armstronga, Sidneyja Becheta, Charlieja Greena.
Urbani velegradski blues razvija se u crnačkim zajednicama nakon Drugog svjetskog rata kao manje više samostalna blues umjetnost, koja u početku nije imala nikakve veze s jazzom ili zabavnom glazbom i da bi umjesto "Race Records" s vremenom postala "Rhythm and Blues" (RnB) i podloga za novi glazbeni žanr 1950.ih   "Rock and roll"  (rock 'n' roll).
Za val oduševljena prema bluesu zaslužni su The Blues Brothers, R&B sastav koji su vodila dva komičara John Belushi i Dan Aykroyd. Oni su bili članovi originalnog sastava televizijskog NBC šoua Saturday Night Live, na kojem su kasnije i prvi puta nastupili pod imenom Blues Brothersa 1977. godine. Sa svojim konceptom imali su toliko uspjeha i zadovoljstva, da su počeli nastupati i izvan emisije, a na kraju su snimili i istoimeni film. Unatoč imenu, većina pjesama Blues Brothersa su bili soul i R&B klasici.

### Nastanak
Blues se razvio od vokalne glazbe bez pratnje među siromašnim crnačkim radnicima u širok raspon stilova i podžanrova s regionalnim varijacijama diljem SAD-a, a kasnije i Europe i Afrike. Glazbeni oblici i stilovi koji se sada smatraju bluesom, kao i moderna country glazba nastale su u istim područjima tijekom 19. stoljeća u južnjačkim državama SAD-a.
Snimke blues i country glazbe mogu se naći i do 1920-ih godina, kada se počela razvijati industrija glazbenih snimaka, te stvorene marketinške kategorije kao što su rasna glazba i hillbilly glazba kojom se crnačka glazba prodavala crncima, a bjelačka bijelcima.
U to vrijeme nije bilo jasne glazbene podjele između bluesa i countryja, osim po rasi izvođača koju su katkad izdavačke kuće pogrešno zapisivale. Istraživanja su smjestila podrijetlo "crnačke" duhovne glazbe u izloženost porobljenih ljudi hebridskim tradicijama njihovih "gospodara". Afroamerički ekonomist i povjesničar Thomas Sowell također uočava kako je južnjačka crna populacija bivših robova prilično široko prihvatila kulturu svojih "redneck" susjeda (riječ "redneck" označava stanovnike američkog Juga koji su škotsko-irskog podrijetla). No otkrića Kubika i ostalih jasno pokazuju afričko podrijetlo najvažnijih aspekata izražavanja bluesom.
Društveni i ekonomski razlozi pojavljivanja blusa još nisu sasvim poznati. Prvo pojavljivanje bluesa nije dobro određeno i često datira između 1870. i 1900., periodom koji se poklapa s emancipacijom bivših robova i tranzicijom iz ropstva prema dijeljenju usjeva i maloj poljoprivrednoj proizvodnji južnih Sjedinjenih Država.
Nekoliko stručnjaka karakterizira razvoj bluesa na samom početku 20. stoljeća kao pomak od grupne glazbene izvedbe prema individualnijem stilu i tvrde kako je razvoj bluesa stigao zajedno s novostečenom slobodom porobljenih ljudi. Prema Lawrenceu Levineu, "postojala je izravna veza između nacionalno naglašivane ideologije pojedinca (npr. učenje Bookera T. Washingtona) i popularnosti bluesa. Levine smatra da psihološki, društveno i ekonomski, crnci su bili kultivirani na način koji bi za vrijeme ropstva bio nemoguć, i nije iznenađujuće da je njihova sekularna glazba to odražavala isto kao i religiozna.

## Povijest različitih žanrova bluesa

### Predratni blues
Američka industrija izdavanja notnih zapisa proizvela je veliku količinu ragtime glazbe. Do 1912. godine izdali su tri popularne skladbe nalik bluesu, predskazujući njegovu popularnost: "Dallas Blues" Harta Wanda, kao i "Baby Seals' Blues" i "Memphis Blues" W. C. Handyja.
Handy je bio akademski glazbenik, skladatelji i aranžer koji je pomogao popularizaciji bluesa transkribirajući i orkestrirajući blues glazbu u gotovo simfonijskom stilu. Postao je popularan i plodan skladatelj i reklamirao se titulom "oca bluesa"; no njegove skladbe mogu se opisati kao fuzija bluesa, ragtimea i jazza, spoj stvoren i uporabom kubanskog ritma zvanog habanera koji je dugo bio dijelom ragtimea; Handyjevo najpoznatije djelo bio je "St. Louis Blues".
U 20-im godinama 20. stoljeća blues je postao jedan od glavnih elemenata afroameričke i američke popularne glazbe, preko Handyjevih aranžmana i klasičnih izvođačica bluesa dosežući i do "bijele" publike. Blues je od opuštenih izvedaba u barovima širio i na druga mjesta, kao što su kazališta i noćni klubovi kao što je Cotton Club. To je dovelo do stvaranja uočljive raznolikosti stilova i jasnije podjele između bluesai jazza. Nekoliko izdavača glazbe kao što su American Record Corporation, Okeh Records, i Paramount Records, počele su snimati afroameričku glazbu.
Kako je glazbena industrija rasla, izvođači country bluesa kao što su Charlie Patton, Blind Lemon Jefferson, Lonnie Johnson, Son House i Blind Blake postali u popularniji u afroameričkoj zajednici. Jefferson je bio jedan od rijetkih izvođača tog žanra koji su često snimali glazbu, i moguće je bio prvi koji je snimio sviranje slide stilom, u kojemu se žice pritišću nožem ili odrezanim vratom staklene boce. Taj izvođački stil postao je važnim dijelom delta bluesa. Prve snimke blusa iz 20-ih svrstavaju se u dvije kategorije: tradicionalni ruralni country blues i uglađeniji gradski, ili urbani blues.
Izvođači country bluesa često su improvizirali, bilo bez pratnje ili samo uz pratnju bendža ili gitare. Postojalo je mnogo regionalnih stilova u bluesu u ranom 20. stoljeću. Delta blues (blues s područja delte rijeke Mississippi u Louisiani) stilski je bio blizak korijenima i nenakićen, izvođen strastvenim vokalom uz pratnju slide gitare. Robert Johnson, koji je snimao jako malo, kombinirao je elemente urbanog i ruralnog bluesa. Zajedno s Robertom Johnsonom, utjecajni izvođači ovog stila bili su njegovi prethodnici Charlie Patton i Son House. Pjevači kao što su Blind Willie McTell i Blind Boy Fuller izvodili su blues u jugoistočnom "delikatnoj i lirskoj" tradiciji piedmontskog bluesa, koja je koristila razrađenu tehniku trzanja žica. Stil slide gitare bio je pristuan i u Georgiji.
Na živahni stil memfiškog bluesa koji se razvio u 20-im i 30-im godinama oko Memphisa u Tennesseeju imali su utjecaj jug bandovi - skupine koje su koristile improvizirane glazbene instrumente kućne izrade. Izvođači kao Frank Stokes, Sleepy John Estes, Robert Wilkins, Joe McCoy i Memphis Minnie rabili su razna neuobičajena glazbala kao što su kazoo, violina ili mandolina, kao i prilagođene kućne predmete poput dasaka za pranje rublja. Memphis Minnie bila je poznata po virtuoznosti na gitari. Pijanist Memphis Slim započeo je karijeru u Memphisu, ali njegov osebujan stil bio je mekši i sadržavao je više elemenata swinga. Mnogi blues glazbenici iz Memphisa u 30-ima ili ranim 40-ima odselili su u Chicago i postali dijelom urbanog blues pokreta koji je spajao country glazbu i električni blues.
Gradski ili urbani stilovi bluesa bili su određeniji i razrađeniji. Klasične blues urbane pjevačice ili pjevačice vodviljskog bluesa bile su popularne u 20-ima, među njima Mamie Smith, Gertrude "Ma" Rainey, Bessie Smith i  Victoria Spivey. Mamie Smith, prije vodviljska nego blues izvođačica bila je prva afroamerikanka koja je 1920. godine snimila blues ploču; njen "Crazy Blues" u prvom mjesecu prodao se u 75 tisuća primjeraka.
Ma Rainey, poznata i kao "majka bluesa", kao i Bessie Smith, pjevale su ... svaku pjesmu oko središnjih tonova, možda zato da bi lakše projicirale svoj glas u dubinu prostorije. Smith bi ...pjevala pjesmu u neuobičajenom tonalitetu, a njena vještina savijanja i širenja tonova svojim predivnim, snažnim interpretativnim kontraltom bila je nenadmašena.  Urbani izvođači bluesa bili su popularni glazbenici te ere, kao što su Tampa Red, Big Bill Broonzy i Leroy Carr. Prije Drugog svjetskog rata, Tampa Reda su ponekad zvali "čarobnjakom gitare". Carr je tada učinio neobičan izbor prateći svoje pjesme na glasoviru.
Boogie-woogie je u urbanom bluesu bio još jedan važan stil 1930-ih i 1940-ih. Iako se stil obično veže sa solo glasovirom, boogie-woogie je također bio korišten kao pratnja pjevačima ostinatom, rifovima i promjenama visine lijevom rukom, dok bi se desna ruka bavila razrađivanjem trilera i ukrasa. Pionir boogie-woogieja bili su Jimmy Yancey i boogie-woogie trio Albert Ammons, Pete Johnson i Meade Lux Lewis). Čikaški izvođači boogie-woogieja bili su Clarence "Pine Top" Smith i Ear Hines, koji su "povezali propulzivne ritmove na lijevoj ruci ragtime pijanista i melodijske figure slične onima Armstrongove trube na desnoj".
U 40-ima se razvio jump blues, koji je bio pod utjecajem glazbe big banda, a koristio je saksofon ili koji limeni puhaći instrument, kao i gitaru u ritamskoj sekciji radi stvaranja bržeg jazz tempa s deklamatornim vokalima. Melodije jump bluesa autora Louisa Jordana i Big Joea Turnera iz Kansas Cityja u Missouriju utjecale su na razvoj kasniji stilova kao što su rock and roll i rhythm and blues.  Meki lujzijanski zvuk Professora Longhaira i kasnije Dr. Johna miješa klasični rhythm and blues sa stilovima bluesa.

### Rani poslijeratni blues
Nakon Drugog svjetskog rata i u 50-ima, kako su se afroamerikanci selili u sjeverne američke gradove, u gradovima kao što su Chicago, Detroit i Kansas City (Missouri) postali su popularni novi stilovi električnog bluesa. Električni blues koristio je električne gitare, električni bas, bubnjeve i usnu harmoniku. Chicago je postao centrom električnog bluesa u ranim 50-ima.
Na čikaški blues je u velikoj mjeri utjecao misisipijevski delta blues, jer su mnogi izvođači doselili iz tog područja. Howlin' Wolf, Muddy Waters, Willie Dixon i Jimmy Reed su svi bili rođeni u Mississippiju i tijekom velike migracije doselili u Chicago. Njihov stil karakterizira uporaba električne gitare, ponekad slide gitare, usne harmonike i ritamske sekcije basova i bubnjeva. J. T. Brown, koji je svirao u sastavima Elmorea Jamesa i J. B. Lenoira su također koristili saksofone, ali češće kao pratnju ili ritam nego kao solo instrumente. Little Walter i Sonny Boy Williamson II bili su poznati svirači usne harmonike (koju su u bluesu nazivali "harp", tj. harfa) rane čikaške blues scene. Drugi, kao Big Walter Horton, bili su također utjecajni. Muddy Waters i Elmore James bili su poznati po inovativnoj uporabi električne slide gitare. B. B. King i Freddie King (nisu u rodu), koji nisu koristili slide gitaru, bili su utjecajni gitaristi stila električnog bluesa, iako nisu bili iz Chicaga. Howlin' Wolf i Muddy Waters bili su poznati po svojim dubokim, hrapavim glasovima.
Basist i skladatelj Willie Dixon igrao je važnu ulogu na čikaškoj sceni. Skladao je i napisao mnoge blues standarde perioda kao npr. "Hoochie Coochie Man", "I Just Want to Make Love to You" (obje za Muddyja Watersa) i "Wand Dang Doodle", kao i "Back Door Man" za Howlin' Wolfa. Većina izvođača iz čikaške blues scene snimala je za lokalnu kuću Chess Records, a ostale važnije producentske kuće bile su J.O.B. Records i Vee-Jay Records.
U 50-ima je blues imao golem utjecaj na mainstream američke popularne glazbe, a specifično u razvoju rockabillyja. Iako su popularni glazbenici kao Bo Diddley i Chuck Berry bili pod utjecajem čikaškog bluesa, njihovi entuzijastični stilovi odvajali su se od melankoličnih aspekata bluesa, što je bio jedan od faktora koji su utjecali na prijelaz s bluesa u rock 'n' roll. Elvis Presley i Bill Haley više su bili pod utjecajem jump bluesa i boogie-woogieja, i kod bjelačkog stanovništva su popularizirali rock and roll. Čikaški blues je također utjecao na lujzijansku zydeco glazbu, kao u primjeru Cliftona Cheniera, koji koristi naglaske bluesa; glazbenici tog stila također su koristili električnu solo gitaru i kajunske aranžmane blues standarda.
Drugi izvođači bluesa, kao što su T-Bone Walker, Michael Walton i John Lee Hooker imali su utjecaj neizravno vezan za čikaški blues stil. T-Bone Walker, rođen u Dallasu u Teksasu često se spominje u vezi s kalifornijskim bluesom, koji je mekšeg zvuka od čikaškog, i prijelaz je uzmeđu čikaškog bluesa, jump bluesa i swinga s elementima jazz gitare. Blues Johna Lee Hookera "osobniji" je, utemeljen na njegovom dubokom, grubom glasu uz pratnju jedne električne gitare. Iako nije izravno povezan s boogie-woogiejem, njegov "groovy" stil ponekad se naziva "gitarskim boogiejem". Njegov prvi hit "Boogie Chillen" 1949. je dospio na prvo mjesto R&B ljestvica.
Do kraja 50-ih, žanr zvan swamp blues (močvarni blues) razvio se blizu Baton Rougea u Louisiani, s izvođačima kao što su Slim Harpo, Sam Myers i Jerry McCain. Taj blues bio je sporijeg ritma i jednostavnijeg korištenja usne harmonike nego čikaški stil. Pjesme iz ovog žanra uključuju "Scratch my Back", "She's Tough" i "King Bee".

## Blues glazbenici

### Rani country blues
- Barbecue Bob (1902. – 1931.)
- Blind Blake (1893. – 1933.)
- Big Bill Broonzy (1893./1898. – 1958.)
- Ida Cox (1896. – 1967.)
- Gary Davis (1896. – 1972.)
- Sleepy John Estes (1904. – 1977.)
- Blind Boy Fuller (1908. – 1941.)
- Jesse Fuller  (1896. – 1976.)
- Son House (1886./1902. – 1988.)
- Alberta Hunter (1895. – 1984.)
- Mississippi John Hurt (1893. – 1966.)
- Skip James (1902. – 1969.)
- Blind Lemon Jefferson (1893. – 1929.)
- Blind Willie Johnson (1902. – 1945.)
- Lonnie Johnson (1894. – 1970.)
- Robert Johnson (1909./1912. – 1938)
- Tommy Johnson (1896. – 1956.)
- Louis Jordan (1908. – 1975)
- Leadbelly (1885. – 1949.)
- Furry Lewis (1899. – 1981.)
- Mance Lipscomb (1895. – 1976.)
- Cripple Clarence Lofton
- Fred McDowell (1904. – 1972.)
- Brownie McGhee (1915. – 1996.)
- Blind Willie McTell (1901. – 1959.)
- Memphis Blues Band
- The Memphis Jug Band
- Big Maceo Merriweather
- Memphis Minnie (1897. – 1973.)
- Charlie Patton (1893. – 1934.)
- Ma Rainey (1886. – 1939)
- Tampa Red (1904. – 1981.)
- Bessie Smith (1894. – 1937.)
- Mamie Smith (1883. – 1946)
- Victoria Spivey
- Frank Stokes (1888. – 1955.)
- Sonny Terry (1911-1986.)
- Bessie Tucker
- Sippie Wallace (1898-1986)
- Washboard Sam
- Peetie Wheatstraw (1902. – 1941)
- Bukka White (1909. – 1977.)
- Josh White (1914. ili 1915. – 1969.)
- Sonny Boy Williamson I (1914. – 1948.)

### Rani urbani blues
- Gladys Bentley (1907. – 1960.)
- Lucille Bogan (1897. – 1948.)
- Thomas A. Dorsey (1899. – 2099.)
- Lil Green (1919. – 1954.)
- Lucille Hegamin (1894. – 1970.)
- Alberta Hunter (1895. – 1984.)
- Ma Rainey (1886. – 1939.)
- Clara Smith (1894. – 1935.)
- Mamie Smith (1883. – 1946)
- Bessie Smith (1894. – 1937.)
- Ethel Waters (1896-1977.)

### Jazz blues prije Drugog svjetskog rata
- Albert Ammons (1907. – 1949.)
- Louis Armstrong (1901. – 1971.)
- Sidney Bechet (1897. – 1959.)
- Leroy Carr (1905. – 1935.)
- Floyd Dixon
- Johnny Dodds (1892. – 1940.)
- Champion Jack Dupree (1909. – 1992.)
- Ivory Joe Hunter
- St. Louis Jimmy Oden (1903. – 1977)
- Little Brother Montgomery (1906. – 1985.)
- Joe McCoy (1905. – 1950.)
- Papa Charlie McCoy (1909. – 1950.)
- Jay McShann
- Jelly Roll Morton (1890. – 1941.)
- Jimmy Rushing (1902. – 1972.)
- Roosevelt Sykes (1906. – 1983.)
- Big Joe Turner (1911. – 1985.)
- Sam Taylor
- T-bone Walker (1910. – 1975.)

### Moderni blues nakon 1950-e godine
- Lonnie Brooks
- Clarence Gatemouth Brown (1924. – 2005.)
- Eric Clapton (rođen 1945.)
- Albert Collins  (1932. – 1993.)
- Robert Cray (rođen 1953.)
- Fabulous Thunderbirds
- Ted Hawkins
- John Lee Hooker (1917. – 2001.)
- Colin James (rođen 1964.)
- Etta James (rođena 1938.)
- B. B. King (1925-2015.)
- Freddie King (1934. – 1976.)
- John Mayall (rođen 1933.)
- Keb' Mo' (rođen 1951.)
- Rufus Thomas (1917. – 2001.)
- Stevie Ray Vaughan (1954. – 1990.)
- Kazumi Watanabe (rođen 1953.)
- Johnny Winter  (rođen 1944.)
- James Cotton   (rođen 1935.)

### Blues u rock glazbi kasnih 1960-ih
- Allman Brothers Band
- The Animals
- Captain Beefheart
- Canned Heat
- Cream
- Creedence Clearwater Revival
- Fleetwood Mac
- Free
- Hot Tuna
- Jimi Hendrix
- Johnny Winter
- Humble Pie
- Janis Joplin (1943. – 1970.)
- Alexis Korner
- Led Zeppelin
- John Mayall & the Bluesbreakers
- The Rolling Stones
- The Fabulous Thunderbirds
- Santana
- Taste i Rory Gallagher
- Ten Years After
- Van Morrison
- The Yardbirds
- ZZ Top
- Bob Dylan

### Blues od 1990-e
- Ana Popovic (1976.)
- Tab Benoit (rođen 1967.)
- Deanna Bogart (rođena 1960.)
- Kenny Brown
- R. L. Burnside (1926. – 2005.)
- Tommy Castro (rođen 1959.)
- Joanna Connor (rođena 1962.)
- Chris Duarte (rođen 1964.)
- Ronnie Earl (rođen 1953.)
- Tinsley Ellis (rođen 1957.)
- Sue Foley (rođena 1968.)
- Anson Funderburgh (rođen 1954.)
- Anthony Gomes (rođen 1975.)
- Alvin Youngblood Hart (rođen 1965.)
- Jeff Healey (rođen 1966.)
- Colin James
- Gene Kelton
- Junior Kimbrough (1930. – 1998.)
- Chris Thomas King (rođen 1964.)
- Jonny Lang (rođen 1981.)
- Harry Manx
- Keb Mo' (rođen 1951.)
- Coco Montoya
- Kenny Neal (rođen 1957.)
- North Mississippi All Stars
- Asie Payton (1937. – 1997.)
- Kelly Joe Phelps
- Kenny Wayne Shepherd (rođen 1976.)
- Susan Tedeschi (rođena 1970.)
- Jimmy Thackery (rođen 1953.)
- Joe Louis Walker (rođen 1949.)
- William Elliott Whitmore

## Vanjske poveznice
- mother of all blueslinks kolekcija
- Blues radio stations
- Blues Foundation
- list of terms used in Blues lyrics
- službena stranica The Blues Brothersa